# 島田四郎 (実業家)
島田 四郎（しまだ しろう、1906年12月20日 - 2002年8月17日）は、日本の経営者。熊本県出身。

## 経歴
長崎県立図書館、上海東亜同文書院教務課での勤務を経て、1924年6月に九州日日新聞社(のちの熊本日日新聞社)に入社。1947年12月に取締役に就任し、1959年12月に専務を経て、1971年11月には社長に就任。1977年5月に相談役に就任。
1969年10月に藍綬褒章を受章し、1979年4月に勲三等瑞宝章を受章。
2002年8月17日急性肺炎のために死去。95歳没。